# NÖLB Uv
Die NÖLB Uv war eine Schmalspur-Tenderlokomotivreihe der Niederösterreichischen Landesbahnen (NÖLB).

## Geschichte

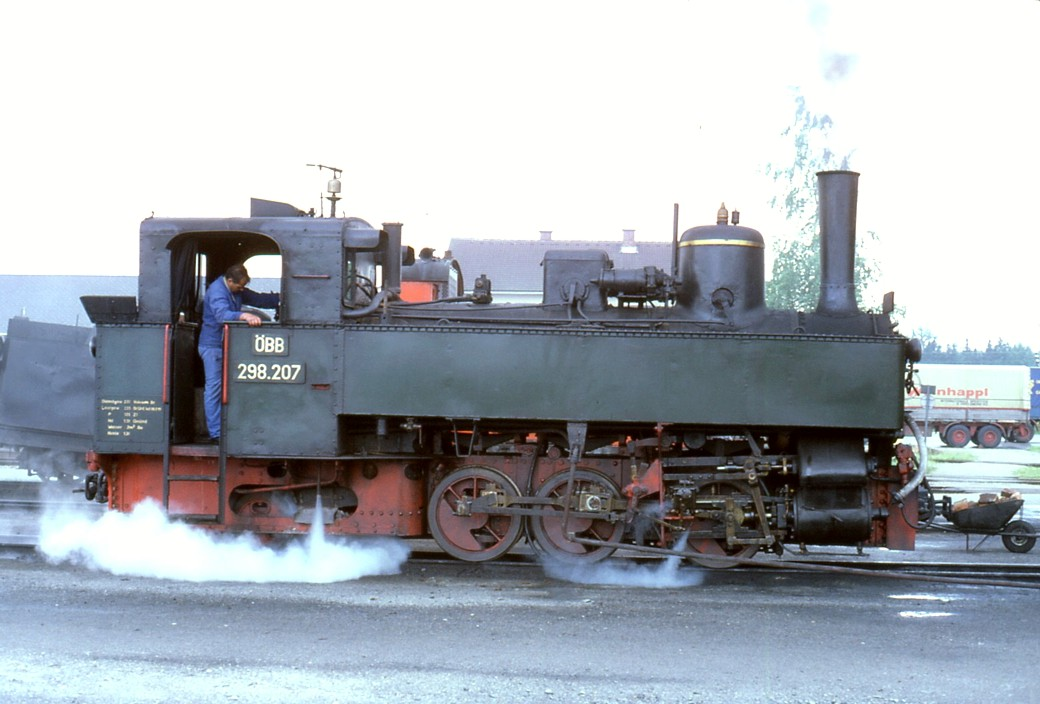
298.207 (Uv.3) in Gmünd (1982)

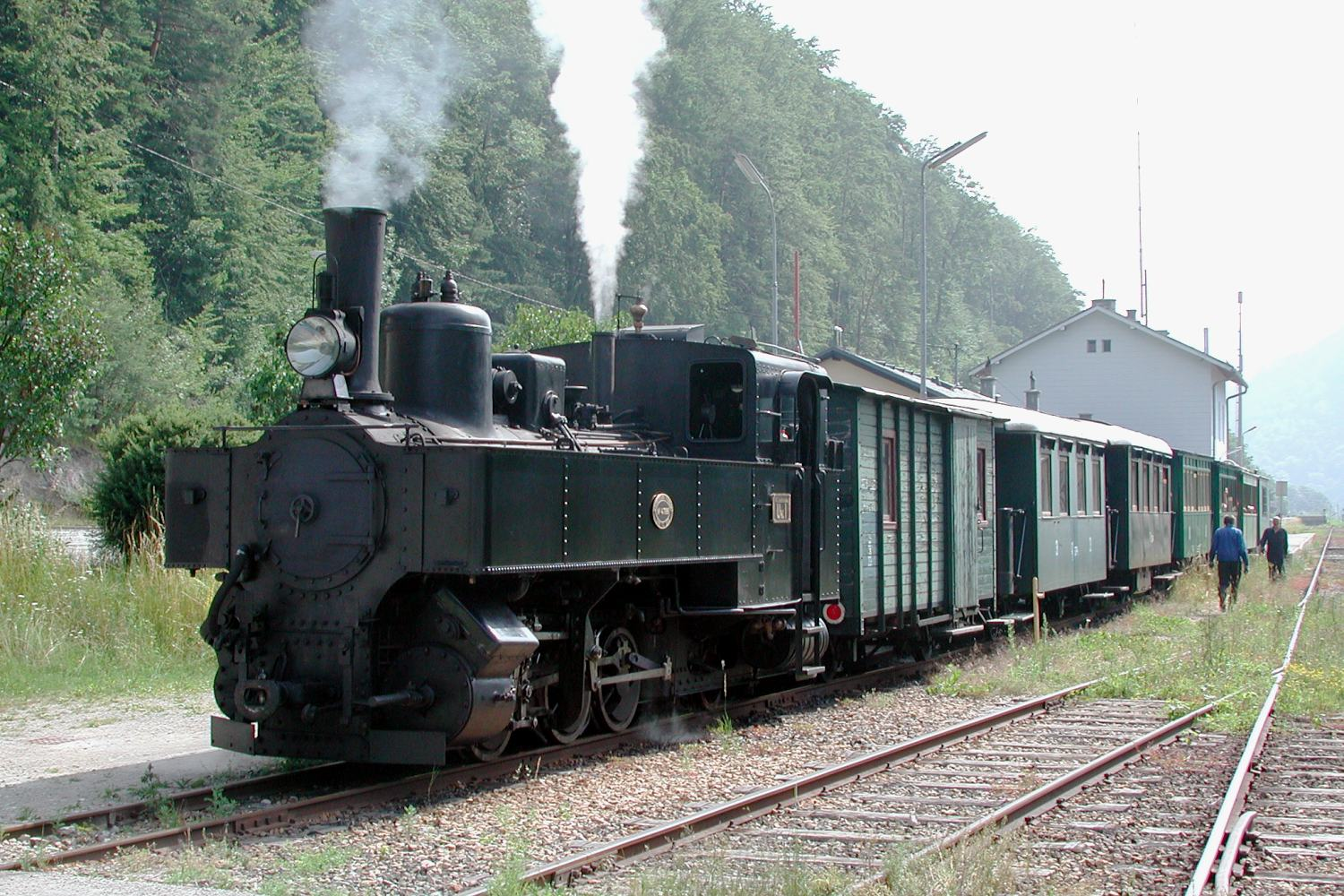
Die reaktivierte Uv.1 im Bahnhof Kienberg-Gaming

Die NÖLB beschafften 1902 und 1905 insgesamt drei auf der Reihe U basierende stärkere Lokomotiven mit Verbunddampfmaschine, die auf den steigungsreichen Waldviertler Schmalspurbahnen und der Pielachtalbahn (der Talstrecke der Mariazellerbahn) zum Einsatz kommen sollten.

### Unterschiede zur Reihe U
Das Führerhaus erhielt zur Unterbringung größerer Kohlenvorräte einen Kohlenkasten angebaut. Auch erhielten die Uv einen größeren und dadurch höher liegenden Kessel. Zusammen mit dem Verbundtriebwerk war damit eine Leistungssteigerung von 25 bis 30 % gegenüber der Reihe U möglich.
Während das Fahrwerk der Reihe U fast unverändert übernommen wurde, wurde die Schwingenstange der Steuerung jedoch von einer Gegenkurbel an der dritten Kuppelachse angetrieben, anstatt wie allgemein üblich an der Treibachse. Da diese Achse wegen des Krauss-Helmholtz-Gestells seitenbeweglich ist, mussten auch die Lagerpunkte der Schwingenstange ungewöhnlich ausgeführt werden: an der Gegenkurbel mit einem geteilten, kugeligen Lager und bei der Schwinge zusätzlich mit einem zur Seite schwenkbaren Lager. Geschuldet ist diese ungewöhnliche Ausführung dem großen Niederdruckzylinder, wodurch der Kreuzkopf sehr weit außen liegt. Um das Umgrenzungsprofil nicht zu überschreiten, musste die Anordnung der Steuerung gegenüber der Reihe U entsprechend verändert werden.

### Einsatz und Verbleib
Die Lokomotiven kamen auf den Waldviertler Schmalspurbahnen, der Ybbstalbahn und der Bregenzerwaldbahn zum Einsatz. Anfangs fuhren sie auch auf der Pielachtalbahn, der Krumpe und der Bergstrecke der Mariazellerbahn.
Alle drei ursprünglichen Lokomotiven der NÖLB (die bei den ÖBB verblieben und ab 1953 als 298.205–207 bezeichnet wurden) sowie jene der Zillertalbahn sind – teilweise betriebsfähig – erhalten geblieben. 298.205 wurde nach Jahren auf dem Denkmalsockel von der ÖGLB reaktiviert und seitdem auf der Bergstrecke der Ybbstalbahn eingesetzt, ist aber zurzeit nicht betriebsbereit. 298.206 steht grün lackiert und unter ihrer ursprünglichen Bezeichnung Nr. 21 (Uv.2) als Denkmal am Bahnhof Langschlag. 298.207 stand als letzte Maschine ihrer Reihe bis 1994 auf den Waldviertler Schmalspurbahnen im Einsatz, sie war die letzte Dampflokomotive mit Verbundantrieb bei den ÖBB. Sie befindet sich heute im Besitz des Club Mh.6 in Ober-Grafendorf an der Mariazellerbahn, ihre Wiederinbetriebnahme ist ein Langzeitprojekt des Vereins.
Die Nummer 3 der Zillertalbahn kommt im Sommer regelmäßig vor den Dampfzügen zum Einsatz, im Wechsel mit den Loks der Nummern 4''' und 5.

## Verbreitung
Die als Uv bezeichnete Type wurde auch von den k.k. Staatsbahnen, der Zillertalbahn und nach dem Ersten Weltkrieg auch von der polnischen Staatsbahn PKP bestellt.

### Polen
Für die Lokalbahn Przeworsk–Dynów in Galizien beschaffte die kkStB 1904 vier Lokomotiven der Reihe Uv. Nur eine dieser Lokomotiven kam nach 1918 noch in den Bestand der PKP. Als Ersatz für die im Ersten Weltkrieg verloren gegangenen Maschinen ließ die PKP 1925 zwei Lokomotiven der Bauart Uv von Krauss/Linz nachbauen. Sie erhielten die Betriebsnummern 3102 und 3103.
Nach 1945 wurden die Schmalspurstrecken der PKP auf die vereinheitlichten Spurweiten 600, 750 und 1000 mm umgebaut und die zwei Lokomotiven daraufhin ausgemustert.

### Tschechoslowakei
Die Lokomotive Uv.1 verblieb nach 1945 bei den Schmalspurbahnen in Jindřichův Hradec (Neuhaus) (heute: Jindřichohradecké místní dráhy) und wurde von den Tschechoslowakischen Staatsbahnen ČSD als U 37.101 eingereiht. Im Jahre 1950 wurde der Einzelgänger an die ÖBB zurückgegeben und erhielt dort die Nummer 298.205.

## Varianten

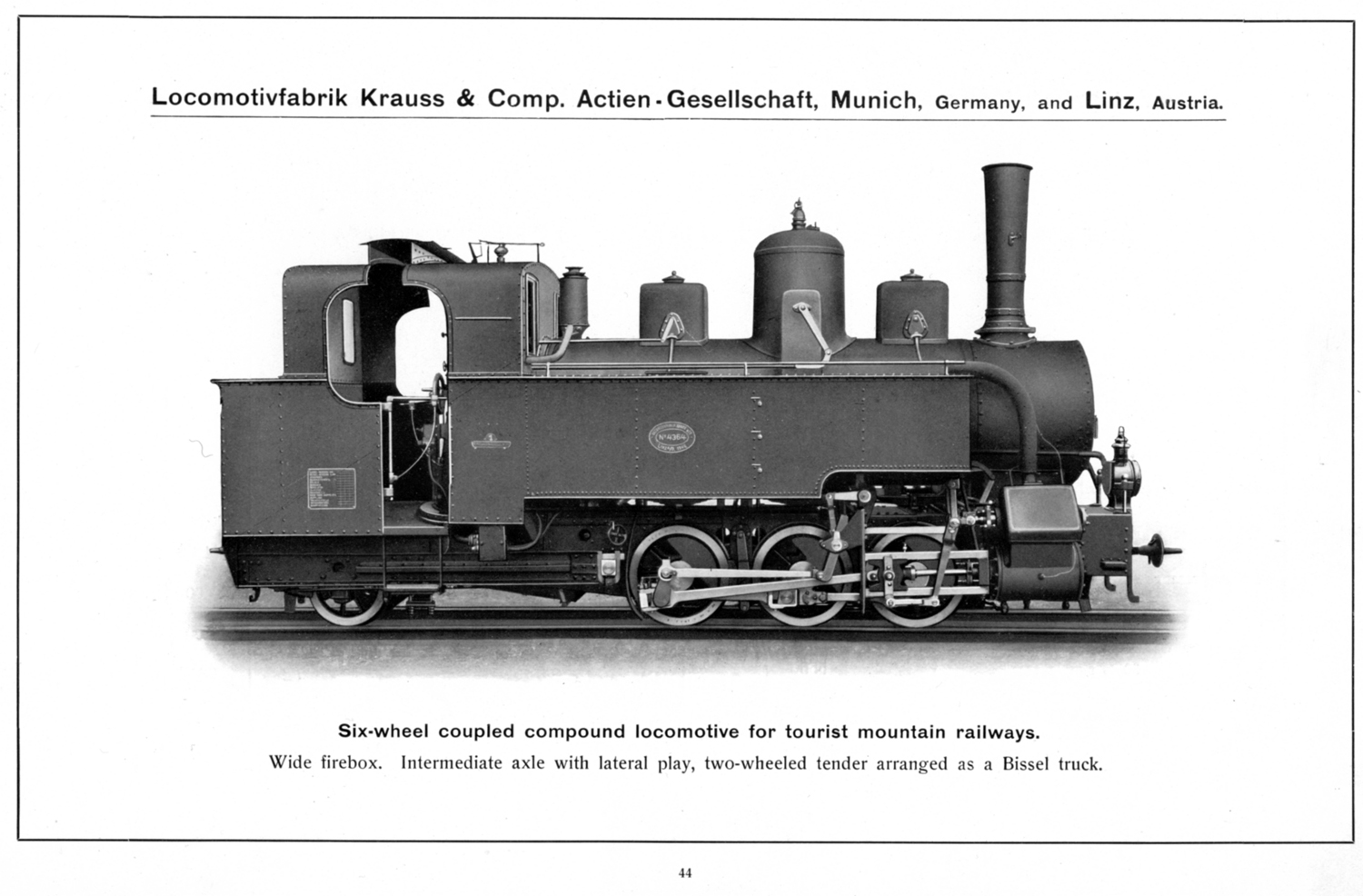
Werksfoto Krauss 4364/1900 für Innsbrucker Mittelgebirgsbahn

### Innsbrucker Mittelgebirgsbahn
1900 und 1901 wurden für die Lokalbahn von Innsbruck nach Igls drei meterspurige Dampflokomotiven mit der Bauart C1’ n2vst angeschafft. Während Kessel und Triebwerk weitgehend mit der Reihe Uv ident waren, musste das Fahrwerk wegen der engen Radien von 30 m entsprechend angepasst werden. Der Antrieb erfolgte deshalb auf die dritte Achse, die zweite erhielt ein seitliches Spiel von beidseitig 30 mm und die Nachlaufachse war in einem Krauss-Stütztender gelagert.

### Serbien / Bulgarien

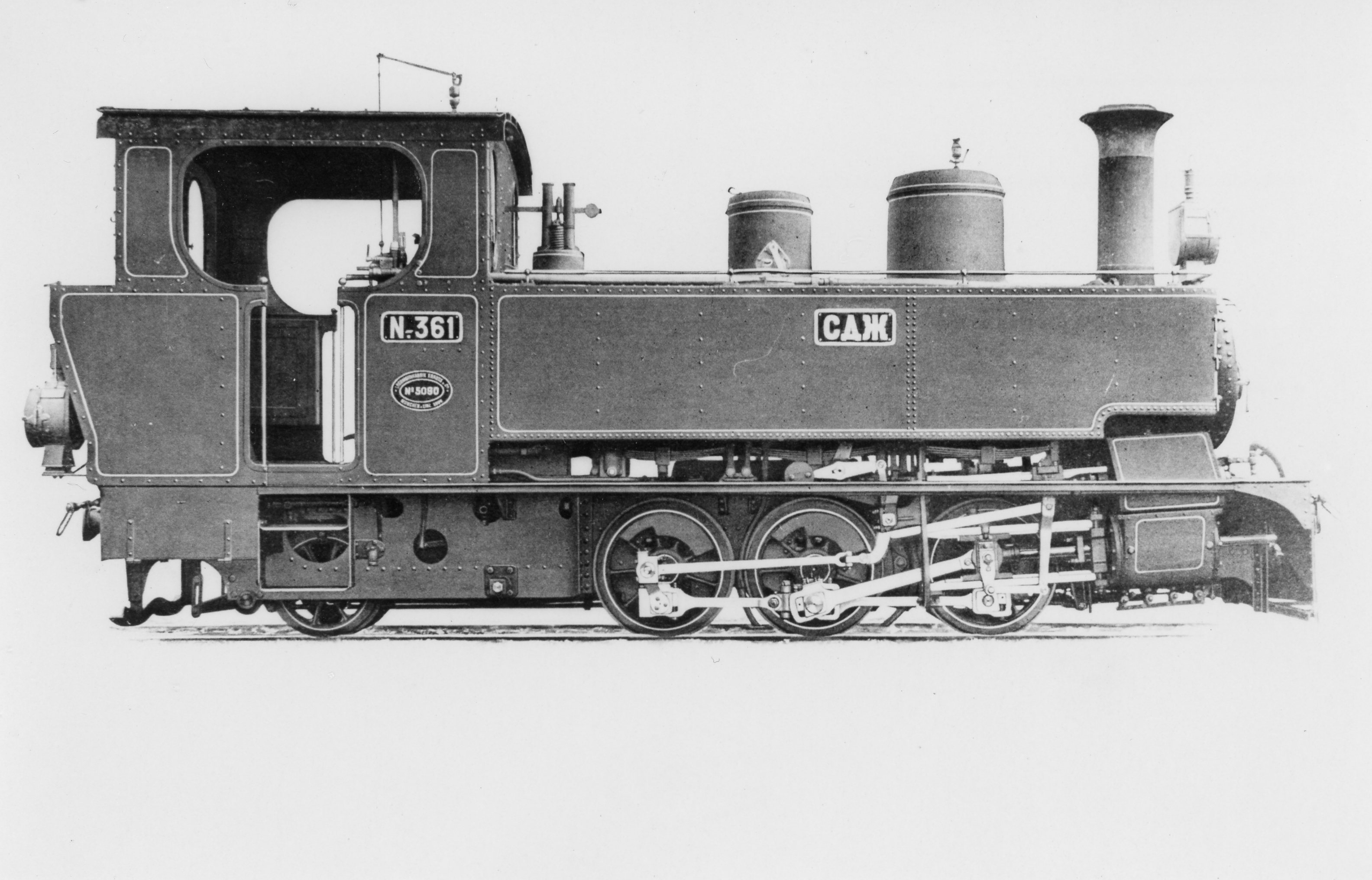
Werksfoto der SDŽ 361 von 1904

Die serbischen Lokomotiven SDŽ 361 bis 375 (später JDŽ 72) und die bulgarischen Lokomotiven der Nummern 176 bis 1076 stellten ebenfalls eine Variation der Uv dar. Ab 1904 wurden 23 Stück von verschiedenen Herstellern nach Serbien und 1922 schließlich 10 Lokomotiven von Rheinmetall an die bulgarische Staatsbahn BDŽ geliefert.
Diese Loks waren zwar in vielen Abmessungen und im Gewicht etwas größer, der Kessel war aber deutlich kleiner (nur knapp größer als jener der Reihe U), sodass die Leistung dieser Loks auf anspruchsvollen Strecken nicht befriedigte. Im Widerspruch zum kleineren Kessel hatte das Triebwerk mit größeren Treibrädern (850 statt 800 mm) und größeren Zylindern (375 / 545 mm statt 320 / 500 mm) nämlich eigentlich eine höhere Leistungsfähigkeit.
Ansonsten war das Triebwerk aber fast identisch, auch die charakteristische und sehr seltene Art der Anlenkung der Schwingenstange. Die Optik der Blechteile für Vorräte und Führerhaus sowie die Pufferbrust wurde gegenüber der Uv aber konsequent verändert, sodass durchaus der Eindruck einer eigenständigen Entwicklung entstehen konnte.
Ing. Hermann R. v. Littrow schrieb dazu 1915 in Der Lokomotive:

„Für […] das neue Schmalspurnetz […] folgte dann die Beschaffung der Lokomotiven, Type C1/1 Nr. 361–375, nach der Krauß’schen bekannten Konstruktion mit Helmholtz-Gestell bei verschiedenen Fabriken. […] Außer den Staatsbahnen besitzen noch die Šabacer und die Pozarevacer Kreisbahn Lokomotiven der oben erwähnten C1/1 Type. Diese sind in Belgien erbaut, unterscheiden sich aber von der ursprünglichen Krauß’schen Ausführung gar nicht, da bereits die Lokomotivfabrik Krauß, die ja in Anpassung des Lokomotiväußeren an den Geschmack ihrer Abnehmer Meister ist, den beiden Lokomotiven Nr. 361 und 362 einen für Serbien passenden belgisch-französischen Anstrich zu geben wußte.“

### Deutschland
Die Lokalbahn Aktien-Gesellschaft beschaffte ab 1897 16 normalspurige Dampflokomotiven der Bauart C1’ n2vt bei Krauss in München. Deren Triebwerk war ebenfalls deutlich erkennbar von der Reihe Uv abgeleitet, allerdings mit größeren Zylindern und Treibraddurchmessern ausgestattet. Ein Exemplar gelangte als 991.01 später zu den ÖBB.

## Bilder

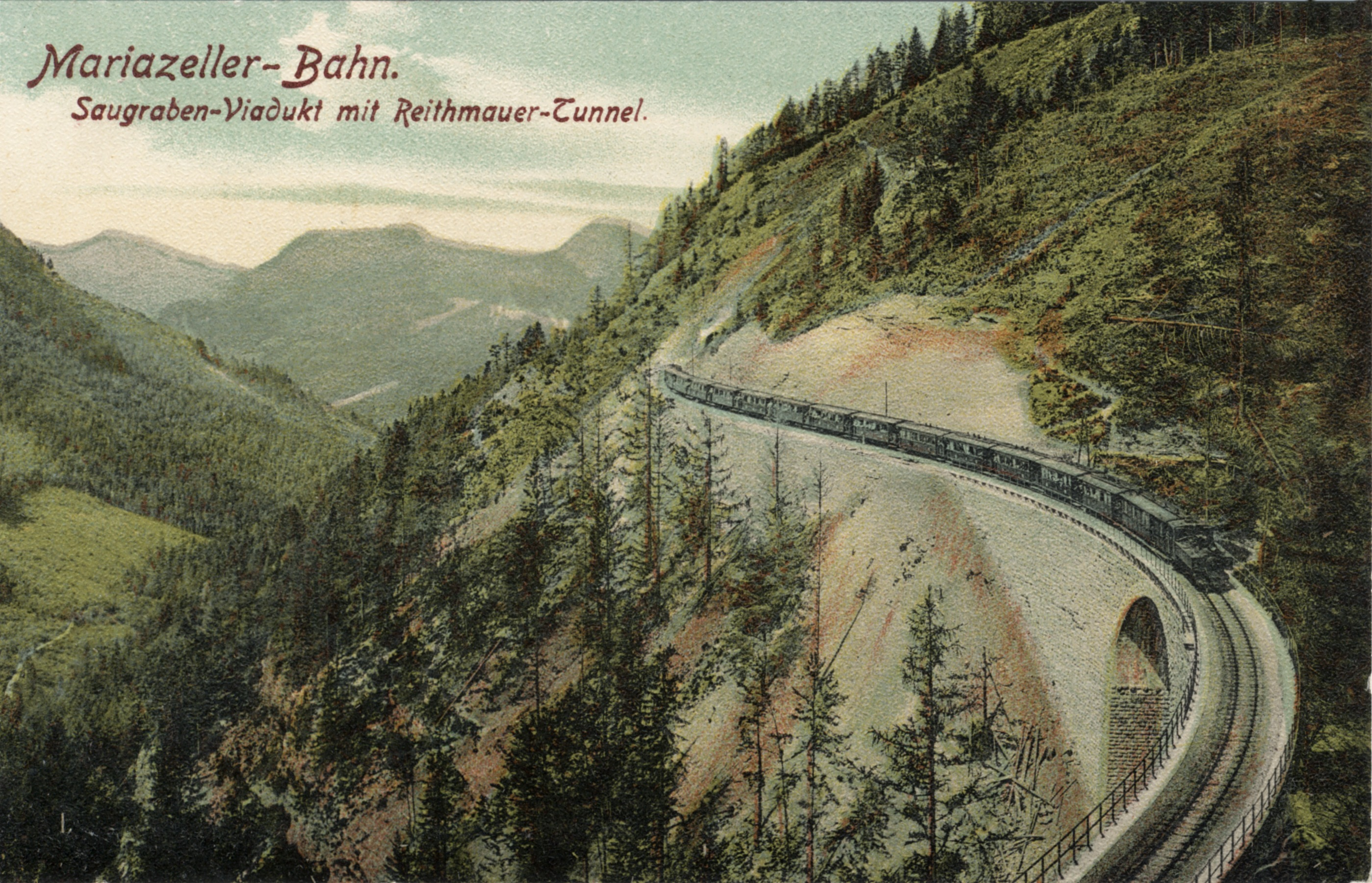
Eine Uv auf der Bergstrecke der Mariazellerbahn
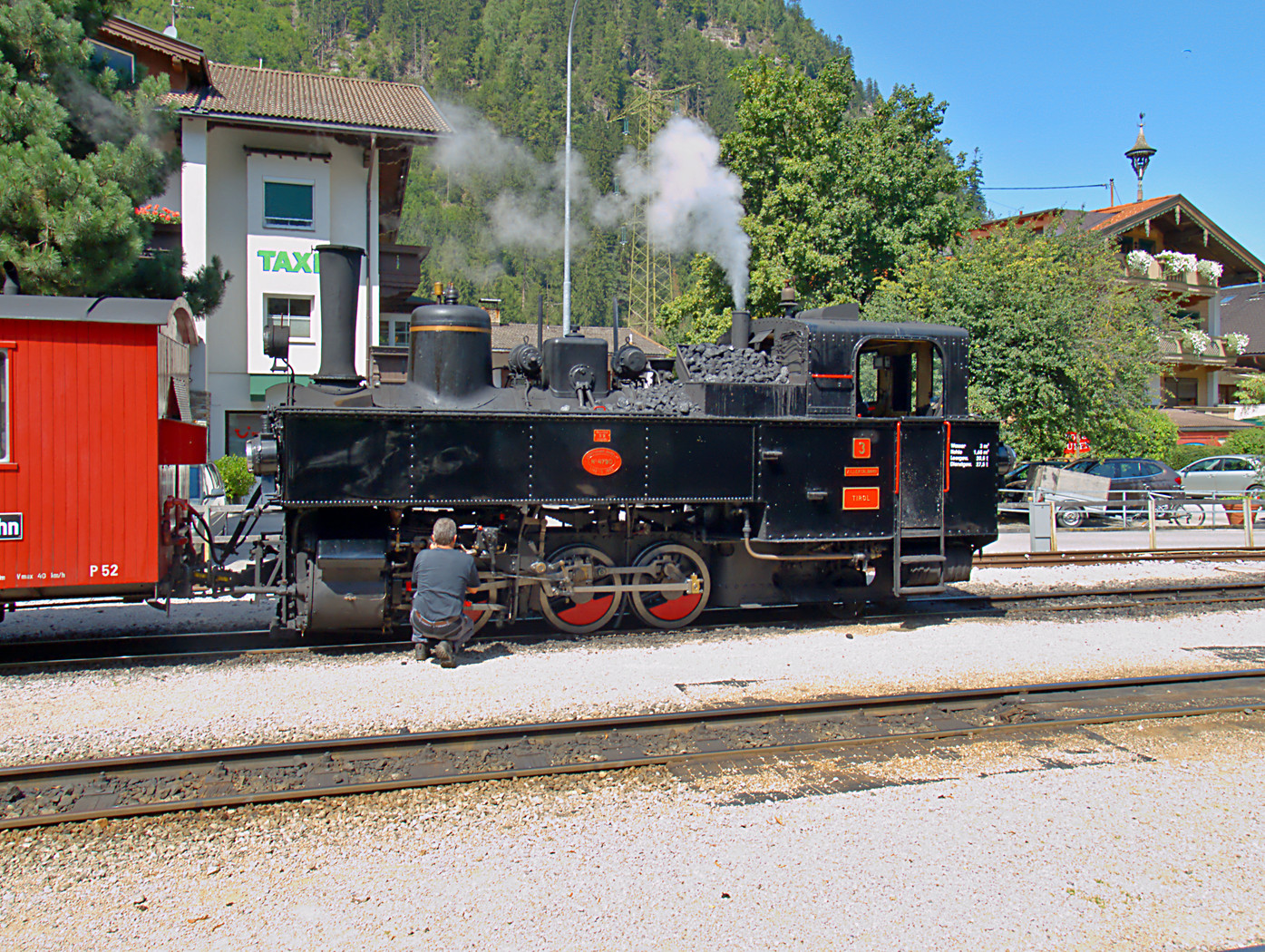
Lok 3 der Zillertalbahn
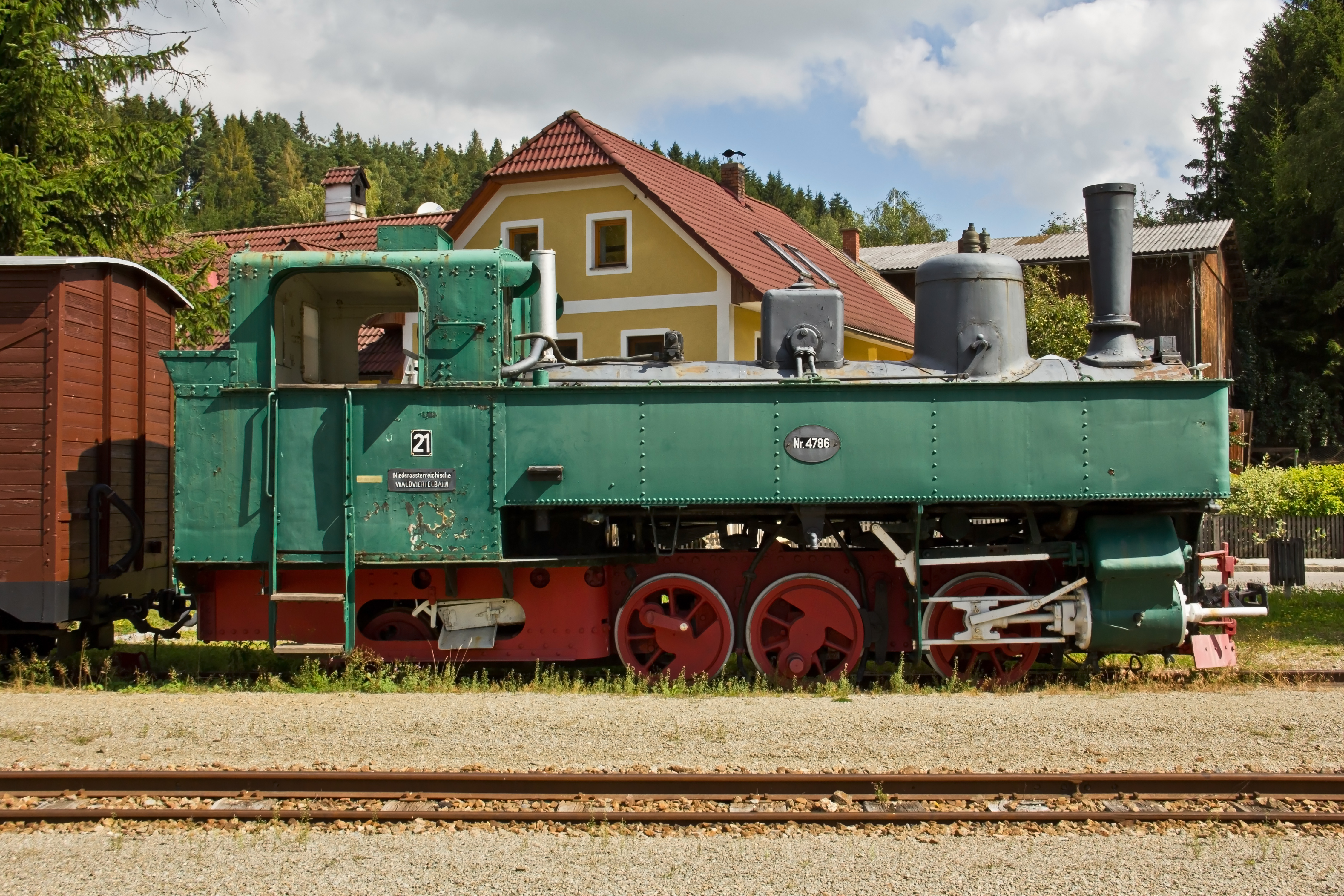
298.206 (Nr. 21/Uv.2) als Denkmal in Langschlag